# LIKE UNCOLORED VELVET
Like Uncolored Velvet（ライク・アンカラード・ヴェルヴェット）は1998年にavex（cutting edge）からデビューした日本のガールズバンドである。

## メンバー
- 三宅亜依 （ボーカル）
- 石田美紀 （ベース）
- 佐野由美 （ギター）

## デビュー以前
3人とも1990年代前半に音楽活動に携わった経歴がある。
ボーカルの三宅は黒BUTAオールスターズ出身。ソロでCDデビューし、シングル4枚とアルバム2枚を発表するが所属事務所の倒産により一時引退。ベースの石田は、PINK SAPPHIRE（ピンクサファイア）のベーシストとして活動、ギターの佐野は、LADIA（レイディア）のギタリストとして活動していた。

## ディスコグラフィ

### 参加作品
| 発売日        | タイトル                                                             | 規格品番   | 曲順 | 楽曲         |
| ------------- | -------------------------------------------------------------------- | ---------- | ---- | ------------ |
| 1999年10月6日 | "POWER STONE" ORIGINAL SOUNDTRACK ROUND 2                            | AVCT-15012 | M.1  | 明日にとどけ |
| 2013年3月13日 | カオス上等!!誰得?俺得!avexレアニメソング･コレクション ガールズサイド | AVCD-38694 | M.6  | 明日にとどけ |

## タイアップ一覧
| 使用年 | 曲名           | タイアップ                                                         |
| ------ | -------------- | ------------------------------------------------------------------ |
| 1998年 | 人生は甘くない | テレビ東京系『ASAYAN』エンディングテーマ                           |
| 1999年 | ラビリンス     | テレビ東京系『ASAYAN』4月度エンディングテーマ                      |
| 1999年 | ラビリンス     | テレビ神奈川（TVK）『チャンネル＠』エンディングテーマ              |
| 1999年 | 空へ           | テレビ東京系『ASAYAN』5月度エンディングテーマ                      |
| 1999年 | 明日にとどけ   | TBS系アニメ『パワーストーン』オープニングテーマ（第15話 - 第26話） |
| 1999年 | 明日にとどけ   | テレビ東京系『ASAYAN』8月度エンディングテーマ                      |